# Wydajność reakcji chemicznej
Wydajność reakcji chemicznej – stosunek masy produktu otrzymanego w wyniku reakcji chemicznej do teoretycznej jego masy obliczonego na podstawie współczynników stechiometrycznych równania tej reakcji i ilości użytych substratów.
Wydajność wyraża się zwykle w procentach:
{\displaystyle W={\frac {P_{r}}{P_{t}}}\cdot 100\%,\qquad (1)}
gdzie:
{\displaystyle W} – wydajność,
{\displaystyle P_{r}} – rzeczywista masa lub liczba moli produktu,
{\displaystyle P_{t}} – teoretyczna masa lub liczba moli produktu.
Gdy we wzorze (1) użyte są masy produktów mówi się o wydajności masowej, gdy użyte są liczby moli mówi się o wydajności molowej. Wydajność molowa i masowa zazwyczaj się różnią, gdyż różne są masy molowe substratów i produktu.
Pojęciem komplementarnym do wydajności reakcji jest stopień przereagowania, który odnosi się do określonego substratu, a nie produktu:
{\displaystyle \alpha ={\frac {S_{r}}{S_{p}}}\cdot 100\%,\qquad (2)}
gdzie:
{\displaystyle \alpha } – stopień przereagowania,
{\displaystyle S_{r}} – rzeczywisty ubytek masy lub liczby moli substratu,
{\displaystyle S_{p}} – początkowa masa lub liczba moli substratu.
Stopień przereagowania może być wyższy od końcowej wydajności reakcji, gdyż:
- produkt może ulegać reakcjom następczym,
- substrat może ulegać reakcjom ubocznym,
- produkt może być tracony w czasie jego wyodrębniania lub ulatniać się ze środowiska reakcji w czasie jej trwania.

Stopień przereagowania może też być niższy od końcowej wydajności, gdy jeden z substratów został użyty w nadmiarze w stosunku do pozostałych.